# Someșul Mare (sit SCI)
Someșul Mare este o arie protejată (sit de importanță comunitară — SCI) din România, desemnată în scopul protejării biodiversității și menținerii într-o stare de conservare favorabilă a florei spontane și faunei sălbatice, precum și a habitatelor naturale de interes comunitar aflate în arealul zonei de protecție. Aceasta este întinsă pe o suprafață de 526,3 ha, integral pe uscat.

## Localizare
Centrul sitului Someșul Mare este situat la coordonatele 47°13′10″N 24°15′43″E / 47.219469°N 24.261875°E. Situl se întinde pe teritoriile administrative ale comunelor Chiuza, Șintereag, Nimigea și Salva; și pe cele ale orașelor Beclean și Năsăud din județul Bistrița-Năsăud.

## Înființare
Situl Someșul Mare a fost declarat sit de importanță comunitară (ROSCI0393) în septembrie 2011 pentru a proteja 10 specii faunistice.

## Biodiversitate
Situată în ecoregiunea continentală, aria protejată nu conține niciun habitat naturale.
La baza desemnării sitului se află mai multe specii protejate:
- mamifere (1): vidră de râu (Lutra lutra)
- amfibieni (2): buhai de baltă cu burtă roșie (Bombina bombina), buhai de baltă cu burtă galbenă (Bombina variegata)
- pești (6): avat (Aspius aspius), boarță (Rhodeus amarus), porcușor de nisip (Romanogobio kesslerii), porcușor de vad (Romanogobio uranoscopus), porcușor de șes (Romanogobio vladykovi), câră (Sabanejewia balcanica)
- reptile (1): broasca-țestoasă europeană de baltă (Emys orbicularis)